# L'Île prisonnière
Production
Diffusion
L'Île prisonnière est une série télévisée française réalisée par Elsa Bennett et Hippolyte Dard d'après un scénario de Michel Bussi et Christian Clères,, et diffusée du 13 au 27 février 2023 sur France 2.
Cette fiction est une coproduction de Cinétévé et France 2, réalisée avec le soutien de Bretagne Cinéma,,,.

## Synopsis
Penhic est une petite île sans histoire située au large de la Bretagne,,,,,. 
Mais, un jour, des activistes armés débarquent et emprisonnent tous les habitants de l'île dans l'école du village. Cependant, la navette qui relie Penhic au continent leur échappe et cinq de ses passagers réussissent à se cacher sur l'île,,,,.
L'opération « Océanite Tempête » réussira-t-elle ? Et que cache ce mystérieux nom de code ? Les îliens vont-ils réussir à résister, voire à se libérer de l'emprise des activistes, quoique constamment sous la menace de leurs armes ?
Très vite, les îliens constatent qu'il manque une personne parmi les activistes tous surnommés par une lettre de l'alphabet grec : Omega. Ils comprennent qu'il y a donc un traître parmi eux, mais qui est-il ?

## Distribution

### Passagers de la navette
- Pierre Perrier : Alex, îlien banni revenant à Penhic
- Déborah François : Chris, infirmière et mère de Geoffroy
- Jane Cara : Kelly O'Brien, adolescente de Penhic d'origine irlandaise
- Anouk Grinberg : Mado Rison, ancienne agricultrice atteinte du cancer
- Diégo Murgia : Dorian, jeune adolescent

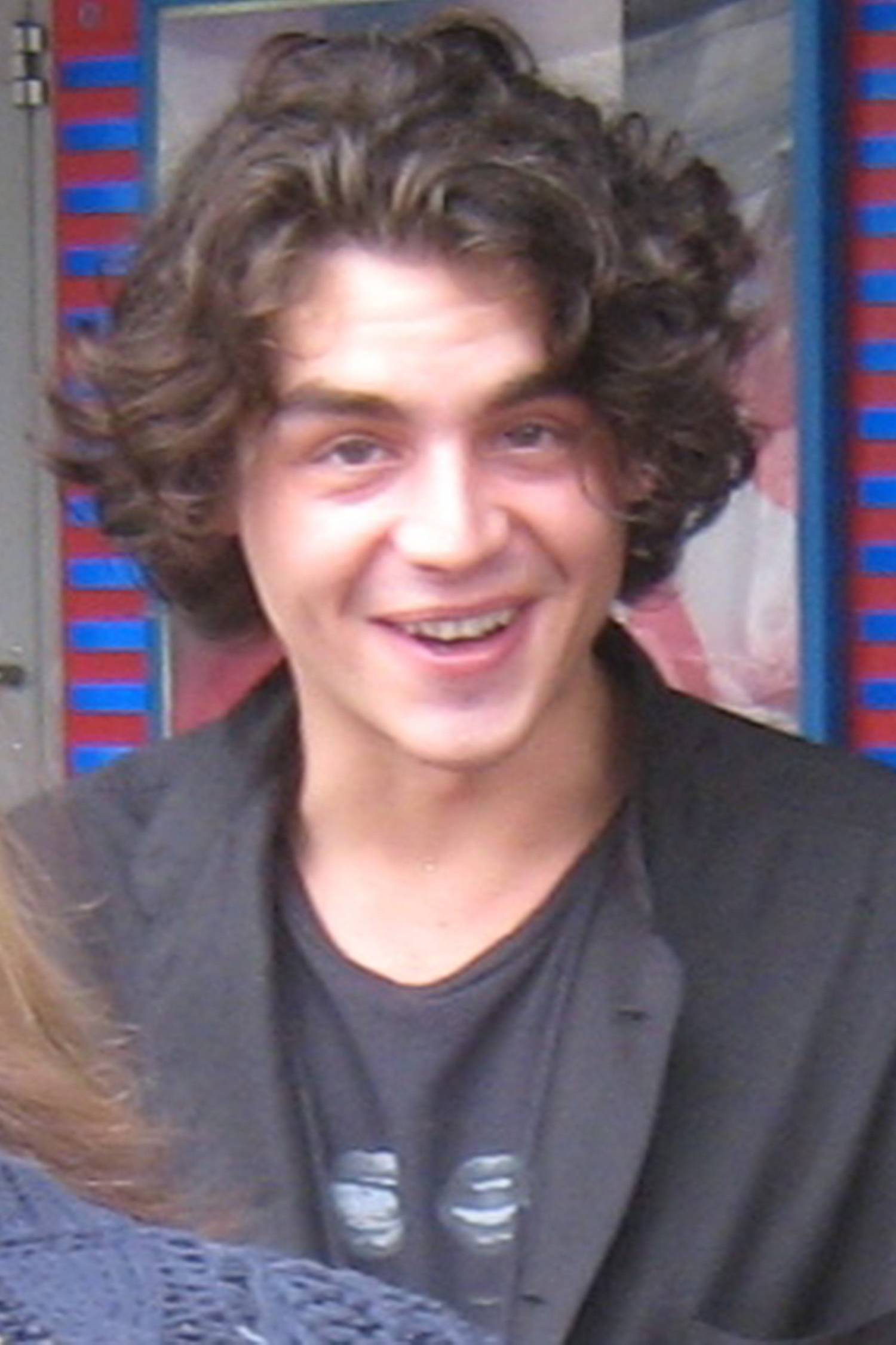
Pierre Perrier.
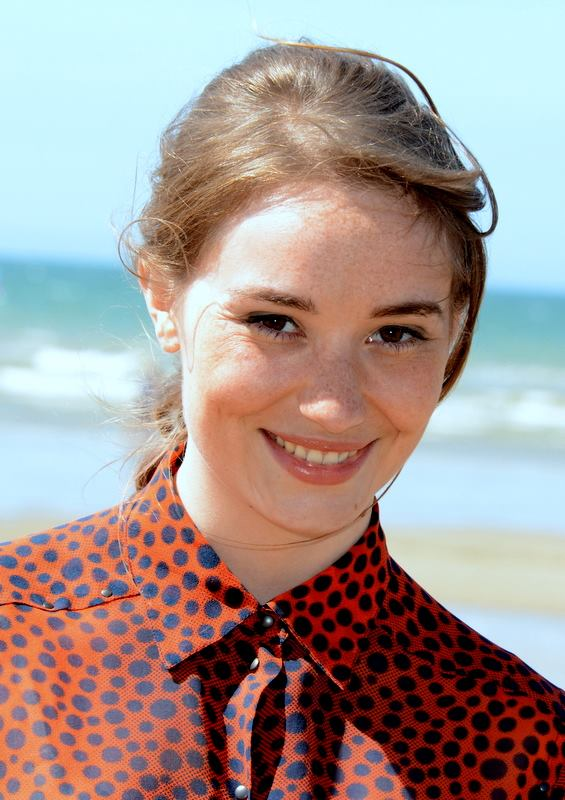
Déborah François.
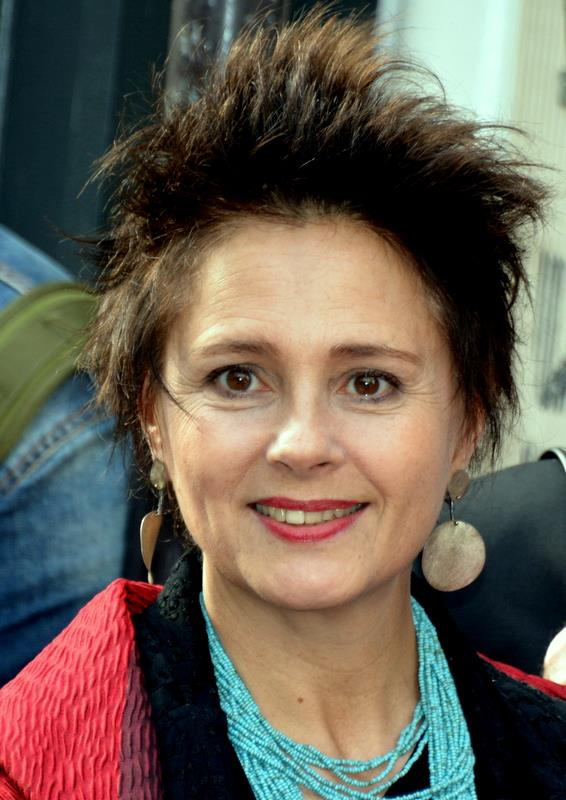
Anouk Grinberg.

### Autres personnages principaux
- Lannick Gautry : no 1 Alpha, leader des activistes
- Kévin Azaïs : Yannick, pêcheur
- Margot Bancilhon : Candice, bergère
- Antoine Duléry : Jaouen Le Guen, maire de Penhic et père de Candice
- Marie Denarnaud : Éliane, médecin, femme de Chris et mère de Geoffroy
- Noé Chabbat : Geoffroy, fils de Chris et Éliane

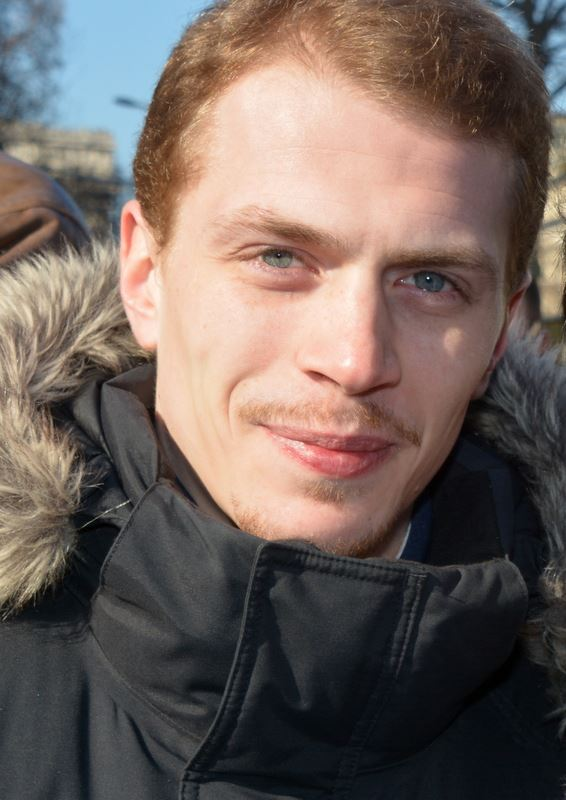
Kévin Azaïs.
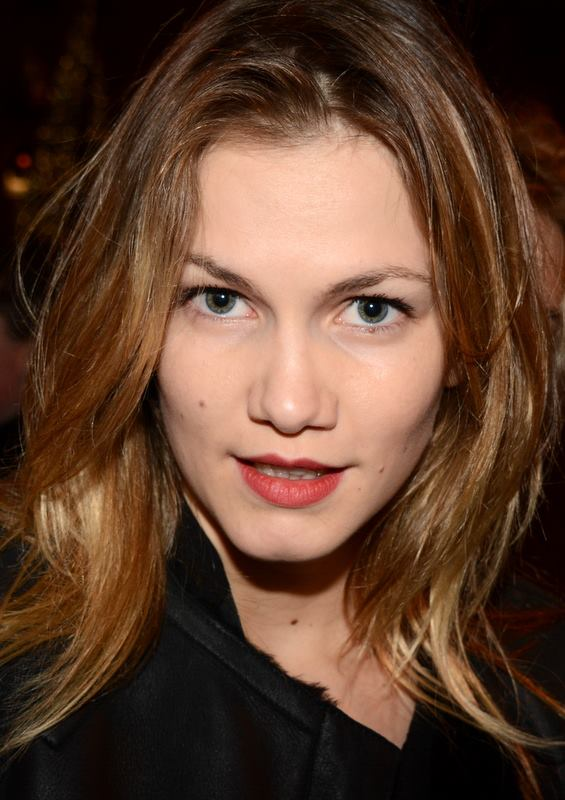
Margot Bancilhon.
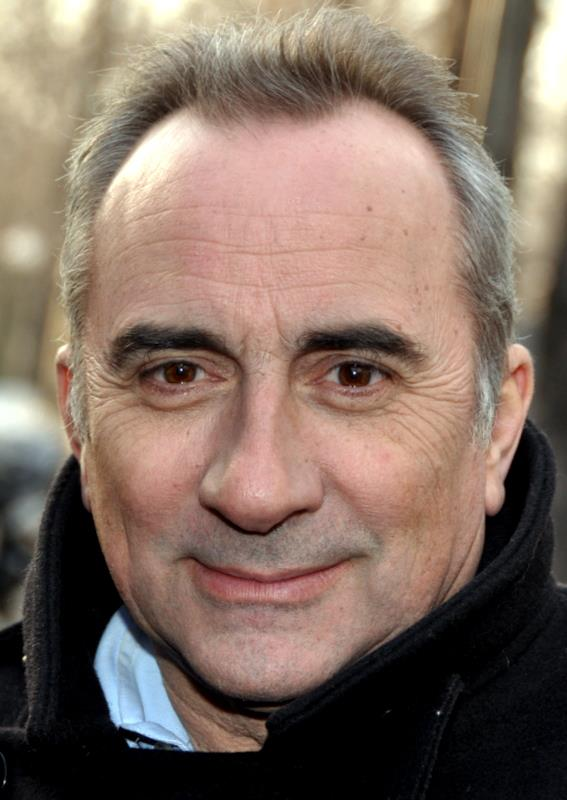
Antoine Duléry.
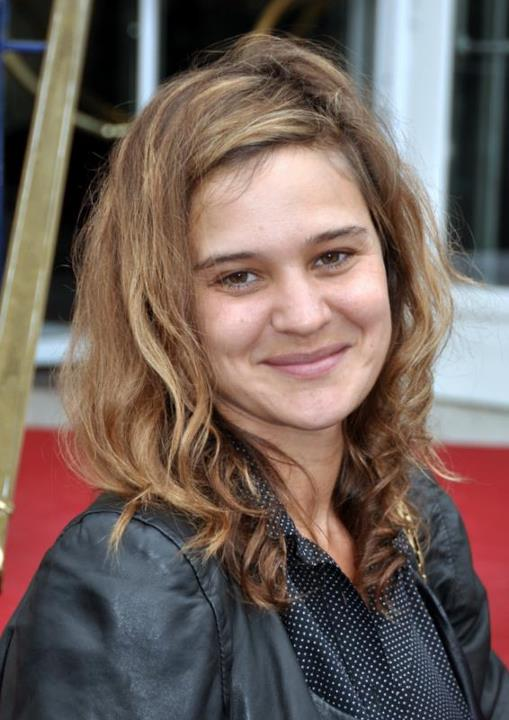
Marie Denarnaud.

### Personnages secondaires

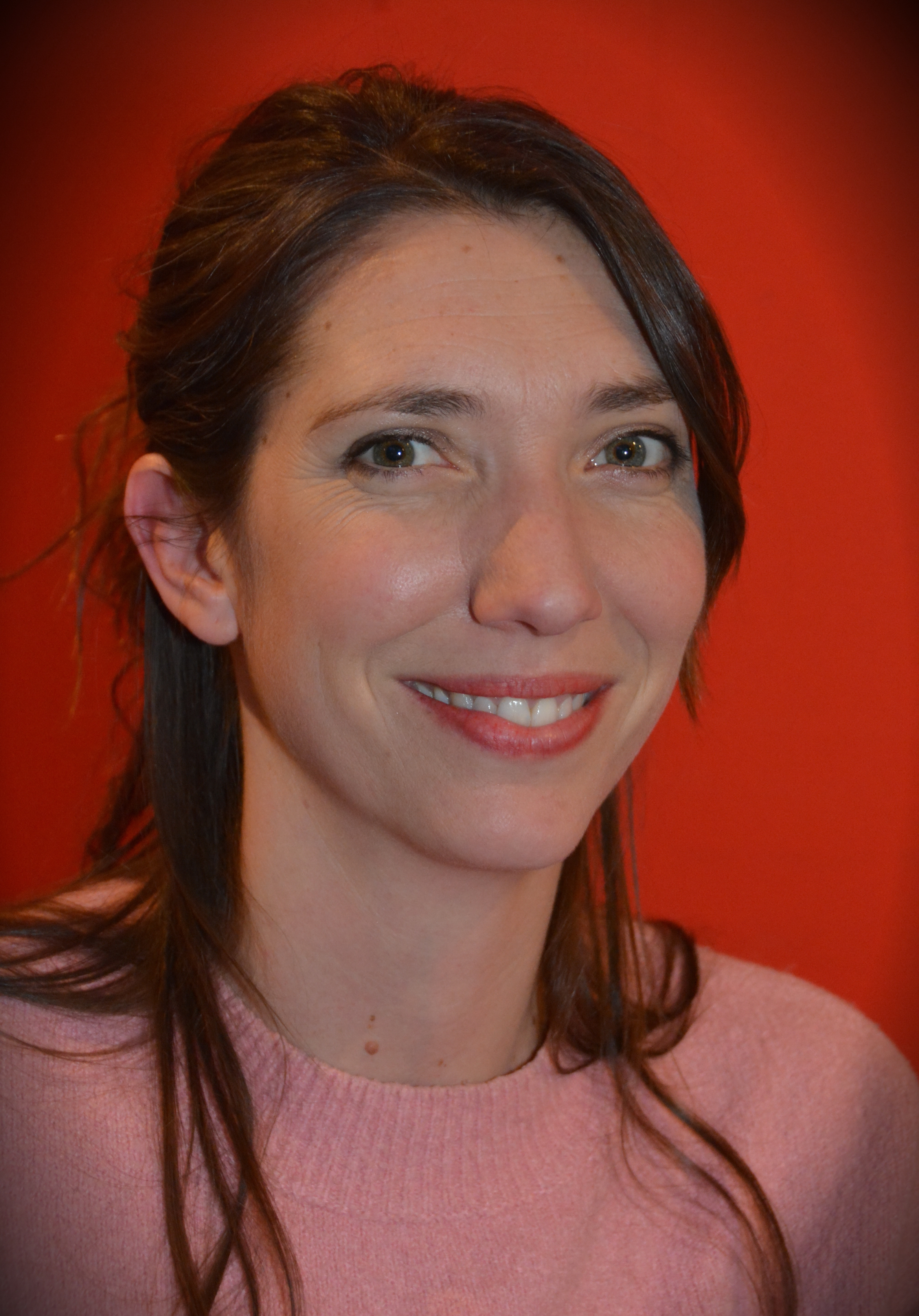
Zoé Bruneau.

- Zoé Bruneau : Jennifer Durad, secrétaire du maire et mère de Dorian
- Fiamma Bennet : Elisabeth O'Brien, mère de Kelly
- Ben Homewood : Yann O'Brien, artiste et père de Kelly
- Cédric Weber : Denis Gallet, le boulanger
- Léa Wiazemsky : Sophie Gallet, femme de Denis et fille de Mado
- Yannik Mazzilli : Rodolphe Durand, gendarme et père de Dorian
- Arnaud Stephan : un collègue gendarme de Rodolphe
- Véronique de Aquino : Bénédicte Le Guen, institutrice, femme de Jaouen
- Mauricette Gourdon : Madeleine Jonquière, retraitée
- Philippe Moriceau : Albert Jonquière, retraité armé
- Benoît Schwartz : Daniel Rison, époux décédé de Mado
- Stéphane Grossi : Francis Gaudry, pêcheur, père d'Alex, décédé
- Patrick Rocca : Georges Anselme
- Robbie Nock : Bobbie McGuire
- Éric Hervé : le prêtre
- Maher Kamoun : Ahmed, le facteur

### Commando activiste
- Maxence Fertein : no 2 Beta
- Mathieu Lourdel : no 3 Gamma
- Théo Augier : no 4 Delta
- Abdel Benzaim : no 5 Epsilon
- Benjamin Sulpice : no 6 Dzeta
- Brieuc Le Guern : no 7 Eta
- Maxime Bailleul : no 8 Theta
- Harold Barbé : no 9 Iota
- Pablo Lebon Plumety : no 10 Kappa
- Soraya Garlenq : no 11 Lambda
- Benjamin Georjon : no 12 Mu
- Géraude Ayeva Derman : no 14 Xi
- Félix Kysyl : no 15 Omicron
- Irène Le Goué : no 16 Pi
- Louise Morin : no 17 Rho
- Benjamin Sanchez : no 18 Sigma
- Jennifer Hauguel : no 19 Tau
- Stéphane Pitti : no 20 Upsilon
- Jibrin O'Clock : no 21 Phi
- Timothée Darmet : no 22 Chi
- John Demurger : no 23 Psi

## Production

### Genèse et développement
La série, créée et écrite par Michel Bussi et Christian Clères, est le premier scénario original du romancier,,.
« J'aimerais beaucoup amener des histoires originales, mais à la condition d'avoir une liberté totale. A la télévision, il y a beaucoup de décideurs et je n'ai pas de raison de renoncer à la liberté de l'écrivain », déclarait Michel Bussi en 2019. « Mes histoires tordues font peur aux chaînes. Cela les rassure d'adapter des romans qui ont bien marché plutôt que si je leur avais présenté des synopsis ».
Lors du festival Séries Mania, Michel Bussi évoque pour Allociné ses références dans l'écriture de la série : « En termes de références, je l'ai imaginée quelque part entre Le Prisonnier, avec cette idée qu'à chaque épisode on essaye de s'en sortir, et la série V, qui était une histoire de résistance que j'ai adoré. Et là on est vraiment là-dedans, avec des gens ordinaires, le boulanger, le maire, l'instit, qui se voient obligés de potentiellement prendre les armes pour s'en sortir. Et il y a aussi peut-être un peu de La Casa de Papel, car c'est un peu une série de braquage, un huis clos avec des gens enfermés. Mais l'intrigue est davantage racontée du côté des otages dans L'île prisonnière ».

### Tournage

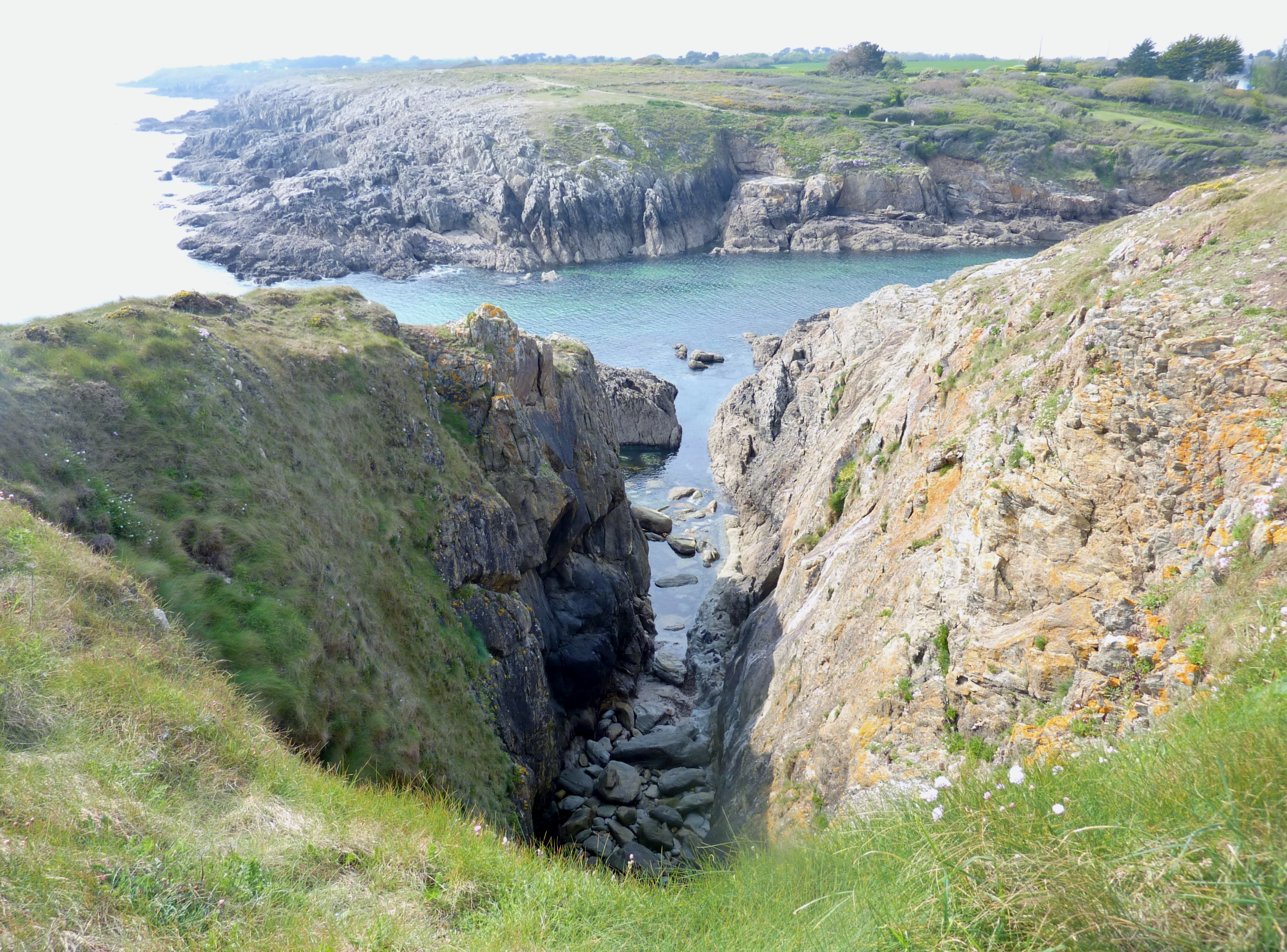
Paysage typique d'un des lieux de tournage à Moëlan-sur-Mer.

Le tournage de la série se déroule du 22 septembre au 23 décembre 2021 en Bretagne et en Île-de-France,,,,.
La série est tournée en partie dans le Finistère (à Locronan, Moëlan-sur-Mer, Clohars-Carnoët, Camaret-sur-Mer ainsi que dans la grotte de Roscanvel) et en partie dans le Morbihan (à Locmariaquer et Languidic), avec la participation de comédiens, figurants, techniciens et prestataires bretons.
Selon le  journal régional breton Le Télégramme, les images du bourg de Penhic ont été tournées à Locronan, celles du port à Clohars-Carnoët et celles du bunker à Camaret.

### Fiche technique
- Titre français : L'Île prisonnière
- Genre : Drame
- Production : Fabienne Servan-Schreiber et Jean-Pierre Fayer (Cinétévé)
- Sociétés de production : Cinétévé et France 2[1],[2],[3],[4]
- Réalisation : Elsa Bennett et Hippolyte Dard[1],[2],[3],[4],[5]
- Scénario : Michel Bussi et Christian Clères[2],[3],[4],[5]
- Musique : Erwann Kermorvant
- Décors : Vanessa Clert
- Costumes : Éric Perron
- Photographie :
- Son : Pierre-Antoine Coutant
- Montage : Vincent Delorme
- Maquillage : Shirley Drai
- Pays de production :  France
- Langue originale : français
- Format : couleur
- Nombre de saisons : 1
- Nombre d'épisodes : 6[1],[2],[3],[4],[5],[6]
- Durée : 52 minutes[1],[2],[3],[4],[5],[6]
- Dates de première diffusion : 
  - 9 décembre 2022 en vidéo à la demande sur Salto
  - 13 février 2023 sur France 2[4]

## Accueil

### Audiences et diffusion

#### En France
En France, la série est diffusée les lundis vers 21 h 10 sur France 2 par salve de deux épisodes du 13 au 27 février 2023.
| Épisode              | Diffusion             | Diffusion            | Audience moyenne          | Audience moyenne                       | Audience moyenne         | Audience moyenne | Réf.   |
| Épisode              | Jour                  | Horaire              | Nombre de téléspectateurs | Part de marché (sur les 4 ans et plus) | Part de marché (FRDA-50) | Classement       | Réf.   |
| -------------------- | --------------------- | -------------------- | ------------------------- | -------------------------------------- | ------------------------ | ---------------- | ------ |
| 1                    | Lundi 13 février 2023 | 21 h 10 - 22 h 05    | 4 777 000                 | 21,7 %                                 | 10,7 %                   | 1re              | [ 10 ] |
| 2                    | Lundi 13 février 2023 | 22 h 00 - 23 h 00    | 4 373 000                 | 22,9 %                                 | 10,7 %                   | 1re              | [ 10 ] |
| 3                    | Lundi 20 février 2023 | 21 h 10 - 22 h 05    | 4 400 000                 | 20,2 %                                 | 8,7 %                    | 1re              | [ 11 ] |
| 4                    | Lundi 20 février 2023 | 22 h 00 - 23 h 00    | 4 278 000                 | 22 %                                   | 8,7 %                    | 1re              | [ 11 ] |
| 5                    | Lundi 27 février 2023 | 21 h 10 - 22 h 05    | 4 188 000                 | 19,4 %                                 | 7,9 %                    | 1re              | [ 12 ] |
| 6                    | Lundi 27 février 2023 | 22 h 00 - 23 h 00    | 4 046 000                 | 21,8 %                                 | 7,9 %                    | 1re              | [ 12 ] |
|                      |                       |                      |                           |                                        |                          |                  |        |
| Moyenne de la saison | Moyenne de la saison  | Moyenne de la saison | 4 344 000                 | 21,3 %                                 | 9,1 %                    | 1er              | [ 13 ] |

- Les plus hauts chiffres d'audience
- Les plus bas chiffres d'audience

### Accueil critique
Pour Alexandre Letren, du site VL-Media, « L'île prisonnière est une proposition comme la chaîne en fait trop peu. Et ça fait du bien ! Par bien des aspects, L'île prisonnière devrait « trancher » dans les propositions sérielles de la chaîne. La série s'éloigne sensiblement des standards de la fiction, à coup de polars, de comédies familiales ou de sujets de société. Ici, on est dans du pur concept, un genre que les américains aiment particulièrement (des séries comme Lost, La Brea, Prison Break en sont quelques exemples) : un point de départ fort qu'il convient d'étendre sur plusieurs épisodes, voire saisons. Rares sont ceux qui d'ailleurs tiennent sur plus d'une saison, et encore faut-il qu'elle soit courte, et ça, les auteurs l'ont ici bien compris en concentrant toute l'action sur 6 épisodes ».
Concernant les références citées par Michel Bussi, Letren estime que « Si les références sont sans doute un peu trop fortes (convoquer Le Prisonnier peut se révéler périlleux, tant le niveau semble élevé), le résultat est en revanche parfaitement réussi. Moins bavardes que beaucoup de séries françaises, le choix de faire et proposer une série d'action est donc non seulement assumé mais surtout réussi. Sans temps morts, et avec l'action centrée tantôt sur le groupe d'otages du village, tantôt sur les survivants de l'embarcation, L'île prisonnière « retient ses coups » et ménage ses effets de surprise – à commencer par l'identité du ou de la traitre(esse) qui fait partie du groupe ».
Sur AlloCiné, les critiques des spectateurs sont plus sévères que celles de la presse. Sur 117 critiques la série obtient une note moyenne de 1,9.